# La història d'un cavall
La història d'un cavall és un relat escrit per Lleó Tolstoi entre 1883 i 1886 i inacabat, on el protagonista és un cavall. Georgi Tovstonogov la va dur al teatre el 1975.Evgeny Lebedev va fer el paper de cavall. La història parla de la irracionalitat humana vista des del punt de vista d'un cavall.